# إدغار بارير
إدغار بارير (بالإنجليزية: Edgar Barrier)‏ مواليد 04 مارس 1907 في نيويورك - الوفاة 20 يونيو 1964 في هوليوود، الولايات المتحدة، هو ممثل أمريكي بدأ مسيرته الفنية سنة 1932. امتدت مسيرته الفنية لأكثر من 32 عاما.

## الأعمال
- كبرياء اليانكيز
- شبح الأوبرا
- سيرانو دي برجراك
- حرب العوالم
- إيرما لا دوس
- الليالي العربية

## روابط خارجية
- إدغار بارير على موقع IMDb (الإنجليزية)
- إدغار بارير على موقع ألو سيني (الفرنسية)
- إدغار بارير على موقع أول موفي (الإنجليزية)
- إدغار بارير على موقع قاعدة بيانات برودواي على الإنترنت (الإنجليزية)
- إدغار بارير على موقع قاعدة بيانات الأفلام السويدية (السويدية)
- إدغار بارير على موقع إن إن دي بي (الإنجليزية)
- إدغار بارير على موقع قاعدة بيانات الفيلم (الإنجليزية)
- إدغار بارير على موقع كينوبويسك (الروسية)